# El Mesón, Veracruz
El Mesón är en ort i Mexiko.   Den ligger i kommunen Tamiahua och delstaten Veracruz, i den sydöstra delen av landet, 250 km nordost om huvudstaden Mexico City. El Mesón ligger 76 meter över havet och antalet invånare är 233.
Terrängen runt El Mesón är huvudsakligen platt, men västerut är den kuperad. Terrängen runt El Mesón sluttar österut. Runt El Mesón är det ganska glesbefolkat, med 36 invånare per kvadratkilometer. Närmaste större samhälle är Temapache, 13,5 km söder om El Mesón. Trakten runt El Mesón består till största delen av jordbruksmark.